# Juan Manén
Juan Manén (ur. 14 marca 1883 w Barcelonie, zm. 26 czerwca 1971 tamże) – hiszpański kompozytor i dyrygent.

## Życiorys
Jako dziecko uczył się gry na fortepianie i solfeżu od swojego ojca. W wieku 5 lat zaczął uczyć się gry na skrzypcach, po raz pierwszy wystąpił publicznie mając lat 7. Koncertował w Europie i Ameryce. W wieku 10 lat poprowadził w Argentynie orkiestrę symfoniczną. Po powrocie do Hiszpanii był uczniem Clemente’a Ibargurena. Z czasem zaprzestał koncertowania, poświęcając się wyłącznie pracy kompozytorskiej. W 1927 roku został wybrany na członka Królewskiej Akademii Sztuk Pięknych św. Ferdynanda. Prowadził też działalność publicystyczno-literacką, pisał libretta do własnych oper. Opublikował prace Mis experiencias (1944), Variaciones sin tema (1955), El violin (1958), El jóven artista (1964) i Diccionario del celebridades musicales (1974).
Jako kompozytor był samoukiem. W swojej twórczości nawiązywał do stylistyki Wagnera i Straussa, wykorzystywał elementy hiszpańskiego folkloru muzycznego.

## Wybrane kompozycje
(na podstawie materiałów źródłowych)

### Opery
- Juana de Nápoles (wyst. Barcelona 1903)
- Acté (wyst. Barcelona 1903; wersja zrewid. pt. Neró i Akté wyst. Karlsruhe 1928)
- Der Fackeltanz (wyst. Frankfurt nad Menem 1909)
- Heros (b.d.)
- Camino del sol (wyst. Lipsk 1913)
- Don Juan (b.d.)
- Soledad (b.d.)

### Balet
- Triana (1952)

### Utwory orkiestrowe
- Elogio del fandango
- Sinfonía ibérica
- 3 koncerty skrzypcowe
- Koncert wiolonczelowy
- Koncert na obój i orkiestrę
- Koncert fortepianowy